# جون مادن (مخرج)
جون مادن  (بالإنجليزية: John Madden)‏ مواليد 8 أبريل 1949 في بورتسموث، هامبشاير، إنجلترا، هو مخرج إنجليزي بدأ مسيرته الفنية عام 1982. كما أنه من الفائزين بجائزة بافتا. درس في جامعة كامبريدج.

## الأعمال
- شكسبير عاشقا
- مندولين الكابتن كوريلي

## وصلات خارجية
- جون مادن على موقع IMDb (الإنجليزية)
- جون مادن على موقع الموسوعة البريطانية (الإنجليزية)
- جون مادن على موقع روتن توميتوز (الإنجليزية)
- جون مادن على موقع مونزينجر (الألمانية)
- جون مادن على موقع ألو سيني (الفرنسية)
- جون مادن على موقع تيرنر كلاسيك موفيز (الإنجليزية)
- جون مادن على موقع أول موفي (الإنجليزية)
- جون مادن على موقع بوكس أوفيس موجو (الإنجليزية)
- جون مادن على موقع قاعدة بيانات برودواي على الإنترنت (الإنجليزية)
- جون مادن على موقع قاعدة بيانات الأفلام السويدية (السويدية)